# Joe Mason
Joseph Mason (Plymouth, Inglaterra, 13 de mayo de 1991), conocido como Joe Mason, es un futbolista irlandés que juega como delantero en el Cavalry F. C. de la Canadian Premier League. 
Comenzó su carrera con el Plymouth Argyle. Nacido en Plymouth, Mason ha representado a la República de Irlanda en las categorías sub-19 y sub-21.

## Selección nacional
Mason nació en Plymouth, pero era elegible para representar a Irlanda debido a que su madre nació en el Condado de Mayo. Él representó a este país en la sub-16 y sub-18 antes de ser llamado a la selección sub-19 para el torneo Cuatro Naciones y los partidos de clasificación del Campeonato Europeo de la UEFA Sub-19. Él jugó en la victoria por 2-0 ante Turquía y la derrota por 1-0 ante Portugal; los irlandeses terminaron segundo por detrás de Holanda. Él anotó dos veces para su selección en la victoria por 5-0 ante San Marino, y desempeñó un papel crucial en la victoria por 2-0 contra Albania. Los irlandeses terminaron segundos en el Grupo 1, detrás de Italia, y se han clasificado para la ronda élite, que tuvo lugar en mayo de 2010. Mason recibió su primera convocatoria para la selección sub-21 en julio de 2010 e hizo su debut dos meses después, en una derrota por 1-0 ante Suiza.
Ha sido internacional con la selección de fútbol sub-21 de la República de Irlanda.

## Vida personal
Mason creció apoyando al Plymouth Argyle y asistió al St Boniface's Catholic College. Su hermano mayor, Anthony, fue un aprendiz en el club y firmó un contrato profesional en mayo de 2007, pero fue despedido sin hacer ninguina aparición por el primer equipo y pasó a jugar fútbol en las divisiones inferiores del fútbol inglés.

## Clubes
| Club                            | País           | Año       |
| ------------------------------- | -------------- | --------- |
| Plymouth Argyle F. C.           | Inglaterra     | 2009-2011 |
| Cardiff City F. C.              | Inglaterra     | 2011-2016 |
| Bolton Wanderers F. C. (cedido) | Inglaterra     | 2013-2015 |
| Wolverhampton Wanderers F. C.   | Inglaterra     | 2016-2019 |
| Burton Albion F. C. (cedido)    | Inglaterra     | 2017      |
| Colorado Rapids (cedido)        | Estados Unidos | 2018      |
| Portsmouth F. C. (cedido)       | Inglaterra     | 2018      |
| Milton Keynes Dons F. C.        | Inglaterra     | 2019-2021 |
| Cavalry F. C.                   | Canadá         | 2021-     |

## Palmarés

### Campeonatos nacionales
| Título                       | Club         | País       | Año  |
| ---------------------------- | ------------ | ---------- | ---- |
| Football League Championship | Cardiff City | Inglaterra | 2013 |